# Антонов Василь Іванович
Василь Іванович Антонов (8 лютого 1914, Оренбург — 2 серпня 1967, Астрахань) — радянський діяч, 1-й секретар Карачаєво-Черкеського і Астраханського обласних комітетів КПРС. Кандидат у члени ЦК КПРС у 1961—1967 роках. Депутат Верховної Ради Російської РФСР 4—5-го скликань. Депутат Верховної Ради СРСР 6—7-го скликань.

## Життєпис
Народився в родині робітника. З 1927 року працював модельником металозаводу міста Оренбурга.
У 1930—1937 роках — секретар комітету ВЛКСМ заводу міста Оренбурга, інструктор Середньоволзького крайового комітету ВЛКСМ, секретар Спаського районного комітету ВЛКСМ Приморського краю.
Член ВКП(б) з 1931 року.
У 1937 році закінчив Оренбурзький учительський інститут.
У 1937—1938 роках — завідувач Кагановицького районного відділу народної освіти міста Оренбурга.
У 1938 році — викладач політичної економії та історії ВКП (б) в союзоргобліку міста Оренбурга (Чкалова).
У 1938—1939 роках — директор школи № 8 міста Чкалова.
У 1939 — квітні 1941 року — завідувач сектора культпросвітпрацівників, заступник завідувача відділу кадрів Чкаловського обласного комітету ВКП(б).
1 квітня — 24 вересня 1941 року — секретар Чкаловського обласного комітету ВКП(б) із харчової і легкої промисловості.
У липні 1941 — червні 1946 року — у Червоній армії, учасник німецько-радянської війни. Служив військовим комісаром 627-го стрілецького полку 162-ї стрілецької дивізії, на політичній роботі в штабі 19-ї армії Західного фронту. З 1942 року — заступник командира із політичної частини — начальник політичного відділу 14-ї інженерно-саперної бригади.
У 1946—1947 роках — заступник секретаря Чкаловського обласного комітету ВКП(б) із торгівлі та громадського харчування.
У липні 1947 — 1956 року — секретар із кадрів, 2-й секретар Чкаловського обласного комітету ВКП(б) (КПРС).
У 1956—1957 роках — слухач Курсів перепідготовки при ЦК КПРС.
У 1957 році закінчив Московський заочний державний педагогічний інститут.
У грудні 1957 — квітні 1961 року — 1-й секретар Карачаєво-Черкеського обласного комітету КПРС Ставропольського краю.
18 квітня 1961 — 2 серпня 1967 року — 1-й секретар Астраханського обласного комітету КПРС.
Помер 2 серпня 1967 року (гострий інфаркт міокарда) в місті Астрахані.

## Звання
- підполковник

## Нагороди
- орден Леніна (10.04.1945)
- орден Червоного Прапора (5.12.1943)
- орден Богдана Хмельницького ІІ ст. (29.06.1945)
- орден Вітчизняної війни І ст. (3.08.1944)
- орден Вітчизняної війни ІІ ст. (16.10.1943)
- три ордени Трудового Червоного Прапора (8.02.1964,)
- орден «Хрест Хоробрих» (Польща)
- медаль «За оборону Москви»
- медаль «За перемогу над Німеччиною у Великій Вітчизняній війні 1941—1945 рр.»
- медаль «За визволення Варшави»
- медаль «За трудову доблесть»
- медалі